# Hansa-Brandenburg
Hansa- und Brandenburgische Flugzeugwerke AG (HBF), eller blot Hansa-Brandenburg, var en tysk flyproducent, der under 1. verdenskrig fremstillede fly til det tyske flyvevåben og det østrig-ungarske flyvevåben.

## Historie
Den østrigske flypioner Igo Etrich grundlagde i 1914 flyfabrikken Brandenburgische Flugzeugwerke GmbH i byen Brandenburg an der Havel i det daværende Preussen, hvor Ernst Heinkel blev ansat som chefkonstruktør. I 1915 købte den italiensk-østrigske rigmand Camillo Castiglioni Brandenburgische Flugzeugwerke samt flyfabrikken 'Hansa-Flugzeug-Werke Hamburg Carl Caspar' i Hamburg-Fuhlsbüttel, hvorefter Castiglioni fusionerede de to virksomheder ind i sin eksisterende eksisterende virksomhed Deutsche Aero-Gesellschaft AG. Det nye selskab tog herefter navnet Hansa- und Brandenburgische Flugzeugwerke AG, og flyproduktionen blev koncentreret ved fabrikken i Brandenburg an der Havel.
I efteråret 1915 var virksomheden den største flyproducent i Tyskland med en aktiekapital på 1,5 millioner Reichsmark, 1.000 ansatte og to yderligere fabrikker i Rummelsburg nær Berlin og i Wandsbeck ved Hamburg.
Castiglionis flyfabrikker leverede fly til både Tyskland og Østrig-Ungarn under 1. Verdenskrig. Hansa-Brandenburg blev særlig kendt for sine søfly og rekognosceringsfly, der blev benyttet af den tyske Kejserlige Marine under krigen. I 1918 blev 'Boots- und Yachtwerft von Max Oertz' i Hamborg sluttet til virksomheden for at udvide produktionen af vandfly. Aktiekapitalen i selskabet var på dette tidspunkt 3 millioner Reichsmark.
Efter afslutningen af 1. Verdenskrig måtte Tyskland ved Versaillestraktaten i 1919 acceptere strenge vilkår, der bl.a. betød, at Hansa-Brandenburg måtte indstille produktionen af fly, der kunne anvendes militært, hvilket i praksis indebar, at virksomheden blev indstillet. Flere af virksomhedens modeller blev dog efter krigen fortsat fremstillet på licens, herunder i bl.a. Norge og Finland. Indtægterne fra licensproduktionen var dog ikke tilstrækkelige, og omkring 1925 ophørte selskabet endeligt.
I Danmark erhvervede Marinens Flyvevæsen efter 1. verdenskrig 16 stk. Hansa-Brandenburg W.29.

## Modeller

### Skolefly
- 1914: Hansa-Brandenburg D
- 1914: Hansa-Brandenburg FD

### Ubevæbnede observationsfly
- 1915: Hansa-Brandenburg LDD
- 1915: Hansa-Brandenburg DD

### Bevæbnede observationsfly
- 1916: Hansa-Brandenburg KDD
- 1916: Hansa-Brandenburg C.I
- 1917: Hansa-Brandenburg K
- 1917: Hansa-Brandenburg L15

### Jagerfly
- 1915: Hansa-Brandenburg MLD
- 1916: Hansa-Brandenburg KF
- 1916:  Hansa-Brandenburg KD (D.I)
- 1917: Hansa-Brandenburg L14
- 1917: Hansa-Brandenburg L16

### Bombefly
- 1915: Hansa-Brandenburg ZM – Prototyperne ZM I und ZM II
- 1915:  Hansa-Brandenburg GF (G.I)
- 1916: Hansa-Brandenburg GFK

### Søfly
- 1914: Hansa-Brandenburg W
- 1915: Hansa-Brandenburg NW
- 1915/16: Hansa-Brandenburg LW
- 1916: Hansa-Brandenburg GNW
- 1916/17: Hansa-Brandenburg KW
- 1916: Hansa-Brandenburg KDW - Jagerfly
- 1916: Hansa-Brandenburg W.11
- 1916: Hansa-Brandenburg W.12
- 1916: Hansa-Brandenburg GW - Torpedofly
- 1916: Hansa-Brandenburg GDW - Torpedofly
- 1916: Hansa-Brandenburg W.16
- 1917/18: Hansa-Brandenburg W.19
- 1917: Hansa-Brandenburg W.25
- 1917: Hansa-Brandenburg W.26
- 1917: Hansa-Brandenburg W.27
- 1918: Hansa-Brandenburg W.29
- 1918: Hansa-Brandenburg W.32
- 1918: Hansa-Brandenburg W.33
- 1918: Hansa-Brandenburg W.34

### Flyvebåde
- 1915: Hansa-Brandenburg FB
- 1916: Hansa-Brandenburg W.13
- 1917: Hansa-Brandenburg W.18
- 1917: Hansa-Brandenburg W.20
- 1917: Hansa-Brandenburg W.23
- 1916: Hansa-Brandenburg CC
- 1918: Hansa-Brandenburg W.35

## Eksterne links
- Wikimedia Commons har flere filer relateret til Hansa-Brandenburg